# Garrett AiResearch

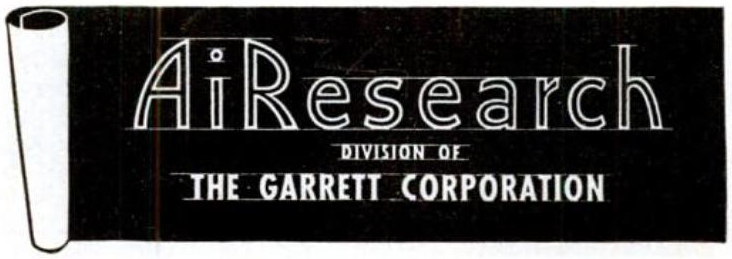
Firmenlogo verwendet 1947

Garrett Engine Boosting Systems ist ein US-amerikanischer Hersteller von Turboladern für die Automobilindustrie. Das Unternehmen mit Sitz im kalifornischen Torrance ist seit 2006 ein Tochterunternehmen von Honeywell International, das die Marke weiterhin nutzt. Garrett unterhielt Konstruktionsbüros und Produktionsbetriebe in den Vereinigten Staaten und in Kanada.
Cliff Garrett gründete das Unternehmen 1936, das unter dem Namen Garrett AiResearch bekannt wurde. Garrett AiResearch entwickelte und baute eine Vielzahl von Bauelementen, insbesondere für die Luft- und Raumfahrtindustrie.
Den Schwerpunkt bildeten dabei Regelungstechnik, Hydraulik, Avionik, Luftlager, Turbolader, Flugzeugtriebwerke, Klimatechnik. Garrett AiResearch (Mitarbeiter u. a. Steve Geller und Ray Holt) hat bereits früher als Intel – zwischen 1968 und 1970 – einen Mikroprozessor entwickelt, allerdings unter strenger Geheimhaltung und nur für militärische Zwecke. Der als MP944 bezeichnete Chipsatz war Bestandteil des Central Air Data Computer (CADC) im Marine-Kampfflugzeug Grumman F-14.
Nach der Fusion mit Signal Oil 1968 wurde Garrett ein Teil von Signal Companies. Mitte der 1980er Jahre fusionierte Signal mit Allied Corporation und wurde zu AlliedSignal mit den Geschäftsfeldern Fahrzeug- sowie Luft- und Raumfahrttechnik. Die Abteilung Garrett Aviation wurde 1997 an General Electric verkauft und gehört nun zu Landmark Aviation. AlliedSignal vereinigte sich 1999 mit Honeywell, wo der Geschäftszweig Turbolader bis heute weiterbesteht.